# Joseph A. Komonchak
Joseph Andrew Komonchak (* 13. März 1939 in Nyack, USA) ist ein römisch-katholischer Theologe.

## Leben
Joseph Andrew Komonchak wurde am 18. Dezember 1963 zum Priester des Erzbistums New York geweiht. Im Jahr 1964 erwarb er an der Päpstlichen Universität Gregoriana in Rom das Lizentiat in Theologie. 1976 wurde er am Union Theological Seminary in New York promovierte. Von 1967 bis 1977 lehrte er als Professor für Theologie am St. Joseph’s Seminary in Yonkers. 1977 wurde er Professor für Theologie an der Katholischen Universität von Amerika in Washington. Zu seinen Forschungsschwerpunkten gehört die Theologie und Geschichte des Zweiten Vatikanischen Konzils. Ins Deutsche übersetzt wurden seine Aufsätze in der Zeitschrift Concilium, sein Beitrag für den von Giuseppe Alberigo und Hermann Josef Pottmeyer herausgegebenen Sammelband Die Rezeption des Zweiten Vatikanischen Konzils (Düsseldorf 1986) und sein ausführlicher Beitrag für den ersten Band von Giuseppe Alberigos Geschichte des Zweiten Vatikanischen Konzils (Mainz 1997).